# شروما (ازورگتی)
شروما (گرجی: შრომა) یک روستا در شهرداری ازورگتی ناحیه گوریا در غرب گرجستان است.